# Кольо Нешев
Кольо Петров Нешев е български спортист и състезател по лека атлетика в дисциплината хвърляне на копие. 12-кратен държавен шампион при мъжете и национален рекордьор с резултат 82,55 м. Той е участник в Олимпийските игри в Пекин, 2008 г.

## Биография
Спортната си кариера започва на 14 години със свободна борба. Година по-късно започва да тренира лекоатлетическата дисциплина хвърляне на копие. Възпитаник на Национална спортна академия „Васил Левски“, София.

## Клубове и треньори
Започва своята състезателна кариера като юноша в ЛК „Казанлък“ (1997 -2000), с треньор европейската и световна шампионка по мятане на диск Цветанка Христова. През 2000 – 2005 г. е състезател на ЛК „Класа“, София. В периода 2006 – 2007 г. отново се състезава за ЛК „Казанлък“, с треньор за 2006 г. Георги Димитров. През 2007 година се подготвя сам.
В периода 2008 – 2012 г. негов клуб е ЛК „Павел Павлов“, Враца, като през 2012 г. тренира при олимпийския шампион и треньор Христо Марков. От началото на 2013 г. е състезател на ЛК „Академик“, София, където се подготвя отново сам.

## Значими състезания и постижения
- Шампион на България за юноши – 1998, 1999, 2000, 2001 г.
- Бронзов медалист за юноши от Балканиадата, 2000 г.
- Балкански шампион за юноши – 2001 г.
- Шампион на България за мъже – 2001, 2002, 2003, 2005, 2006, 2007, 2008, 2009, 2010, 2011, 2012, 2013 г.
- Участие в европейски отборни първенства – Истанбул, Турция 2005 г. – лично класиране – 3 място
- Участие в европейски отборни първенства – Нови Сад, Сърбия 2006 г. – лично класиране 3 място
- Национален рекордьор при мъже – 82,55 м. – 25 март 2007 г.
- Участие на Олимпийските игри в Пекин, 2008 г.
- 9-кратен шампион на Международния турнир „Нови звезди“ на НСА, рекордьор на турнира (75,83 м)
- Участие в европейски отборни първенства, Талин, Естония 2008 г. – лично класиране 3 място
- Участие в международен турнир, Каламата, Гърция: 2008 г. – 3 място, 2009 г. – 4 място (75,8 м)
- Участие в европейски отборни първенства, Ханя, Гърция, 2009 г. – 3 място (75,11 м)
- Участие в европейски отборни първенства, Банска Бистрица, Словакия, 2009 г. – лично класиране 1 място
- Участие в европейски отборни първенства, Нови Сад, Сърбия, 2011 г. – лично класиране 2 място

## Треньорска дейност
Развива успешна треньорска дейност, която започва през 2007 г. като треньор по лека атлетика на деца към ЛК „Казанлък“. През 2009 г. е треньор в лекоатлетическата дисциплина хвърляне на копие на параолимпийската бронзова медалистка от Пекин 2008 г. Даниела Тодорова, която става световна шампионка при жени в Бангалор, Индия.
В периода 2011 – 2013 г. е треньор на Станислава Василева, 3-кратна шампионка при девойки по хвърляне на копие за 2011, 2012 и 2013 г.

## Класирания 2013
Кольо Нешев (ЛК „Академик“) става шампион на България на копие за 18-и път. Националният рекордьор побеждава на Държавното индивидуално първенство в Правец с 67,06 м. С резултата си затвърдява участието си в Европейското отборно първенство (22 – 23.06.2013 г. в Дъблин), където 32-ма атлети представят България.